# Arsen Fadzaev
Arsen Fadzaev (Арсен Сулейманович Фадзаев; Čikola, 5 settembre 1962) è un lottatore sovietico campione del mondo e campione olimpico nella lotta libera.

## Carriera
Fadzayev ha gareggiato alle Olimpiadi di Seul del 1988, vincendo la medaglia d'oro nella lotta libera pesi leggeri (fino a 68 kg.) in rappresentanza dell'Unione Sovietica.
In seguito ha partecipato alle Olimpiadi di Barcellona del 1992 in rappresentanza della Squadra Unificata, durante le quali ha vinto un'altra medaglia d'oro nella stessa categoria. Ha gareggiato anche per l'Uzbekistan alle Olimpiadi di Atlanta 1996, nelle quali ha concluso al 13º posto.
Arsen Fadzayev è stato per ben sei volte Campione del mondo sempre nella categoria fino a 68 kg. (1983, 1985, 1986, 1987, 1990, 1991) e vice campione mondiale nella categoria fino a 74 kg. ai Campionati mondiali di Martigny del 1989.